# Hacıbeyli, Niğde
Hacıbeyli là một xã thuộc huyện Niğde, tỉnh Niğde, Thổ Nhĩ Kỳ. Dân số thời điểm năm 2011 là 1039 người.